# Quel Punto
«Quel punto» (укр. «Цей пункт») — студійний альбом італійського співака та кіноактора Адріано Челентано, що вийшов у серпні 1994 року під лейблом «Clan Celentano».

## Складова
Добірка пісень альбому представлена стилями поп-музика, рок-музика, хіп-хоп, електронна музика. Альбом містить 13 композицій, серед них 5 ремейків раніше опублікованих пісень Челентано: «Il seme del rap» — версія пісні «Prisencolinensinainciusol» (1972); «I want to know 1», «I want to know 2» і «La camera 21» — версії однойменних треків з альбому «Svalutation» (1976); композиція «Uh… uh…» — перероблена версія у вигляді реміксу однойменної пісні-саундтреку до фільму «Бінго-Бонго» з альбому «Uh… uh…» (1982), з Челентано в головній ролі.
Після попереднього диску «Il Re Degli Ignoranti», в альбомі Челентано вирішив продовжити співпрацю з музикантом Мауро Спіною, що написав музику до трьох пісень та запросив композитора Мауріціо Фабріціо. Особливістю альбому стала присутність звукових ефектів у вигляді шуму поїзду на початку, або в кінці композицій. Для виконання реп-композиції «Rap» запрошені англомовні виконавці Ронні Лі і Лінда Уеслі.
Два останні треки альбому — «Rifugio Bianco» і «Sanmatio», написані композитором Джузеппе Де Марці, представлені співом чоловічого хору «Stella Alpina» («Альпійська зірка») з Тревізо.

## Тематика
Пісні альбому загалом порушували соціальні, світові та любовні проблеми. У заголовній пісні — «Quel Punto» («Цей пункт») Челентано як набожний католик з соціалістичними ідеалами, критикує одностатеву любов і штучне переривання вагітності — що викликало на адресу співака бурхливі протести феміністського руху і секс-меншин. У пісні «La casa dell'amore» згадувався голод у світі і війна у Боснії 1992—1995 років. Пісні «I want to know» («Я хочу знати») порушували тему надмірної урбанізації населення.
У «La trappola» («Пастка») розповідається про шкільне кохання, а у «Attraverso Me» («Через мене»), співак натякає, що «по-справжньому любить» той, хто любить без егоїзму, тобто не лише свого партнера, але й увесь світ загалом. У наступній любовній пісні «Ja Tebia Liublu» на слова Клаудії Морі (назва є транскрипцією фрази російською мовою, що перекладається як «Я тебе люблю») приспів виконується російською, французькою, англійською, німецькою мовами. Таким чином співак звертається до своєї дружини словами «Я тебе люблю» п'ятьма мовами. Пісня стала дуже популярною у російськомовних слухачів.
Треки «Il seme del rap» і «Rap» торкаються теми репу, а «Rifugio bianco» («Білий притулок») та «Sanmatio» («Сан-Матео») — представлені народною музикою, у яких оспівуються альпійські пейзажі.
У пісні «La camera 21» («Кімната 21») Челентано згадує про повернення через багато років із дружиною до кімнати, де вони познайомилися. «Uh… uh…» торкається теми дбайливого ставлення до тварин.

## Просування
Презентація альбому відбулася на телепередачі «Scommettiamo che …?» 1994 року, де Челентано був присутній разом з дружиною — Клаудією Морі. На передачі Челентано під фонограму виконав дві пісні — «Quel punto» і «Attraverso me».
Окрім цього, для просування альбому Челентано провів концертне турне Європою 1994 року, через 15 років після своїх останніх гастролей. Турне дебютувало 29 вересня на стадіоні «La Favorita» у Палермо. Майже весь жовтень співак давав аншлагові концерти у таких містах Італії як Кава-де-Тіррені, Барі, Рим, Пескара, Флоренція, Болонья, Тревізо, Турин. 28 жовтня співак прибув до Парижа, листопад пройшов з виступами у Брюсселі, Цюриху, Кельні, Дортмунді, Берліні, Мангаймі, Штутгарті і Монако. Турне супроводжувалося оркестром з 22 музикантів під керівництвом шотландського продюсера та диригента Тоні Міммса. Протягом виступів репертуар Челентано становив 17 пісень різних років, серед яких була лише одна з альбому — «Attraverso Me». 18 листопада, у міланському спорткомплексі «Forum di Assago», відбувся завершальний концерт турне, який транслювався у прямому ефірі телеканалу Rai 1, під назвою «Adriano Celentano Live», що зібрав 7.2 мільйони глядачів. Хоча італійська преса і поспішила назвати турне невдалим, однак під час гастролей було зареєстровано рекорд продажу квитків — 500.000 екземплярів, таким чином Челентано довів, що й за кордоном він не втратив свою популярність. Співак зберіг свою популярність і в епоху важкого року.

## Комерційні показники
Альбом посів 4 сходинку в італійському чарті 1994 року, тоді як в загальноєвропейському чарті він посів лише 64 сходинку. Однак диск увійшов до числа одних з найпровальніших у творчості Челентано, оскільки ді-джей, що створив ремікс до «Uh … uh …», заявив про порушення авторських прав, перше видання альбому на деякий час було вилучено з продажу, що дуже завадило продажам, які, за офіційними заявами Клаудії Морі, становили близько 250.000 примірників, перше видання вважається справжньою рідкістю. Наступного року вийшло перевидання альбому, у цій версії ремікс «Uh … uh …» замінили на оригінальну версію пісні 1982 року. Не допомогло покращити комерційні показники альбому й європейське концертне турне Челентано 1994 року.

## Список композицій
| #     | Назва                                                 | Автор слів                         | Автор музики                        | Тривалість |
| ----- | ----------------------------------------------------- | ---------------------------------- | ----------------------------------- | ---------- |
| 1.    | «Quel punto» (Ця точка)                               | Адріано Челентано                  | Мауро Спіна                         | 5:32       |
| 2.    | «La casa dell'amore» (Дім кохання)                    | Адріано Челентано                  | Мауріціо Фабріціо                   | 4:24       |
| 3.    | «Rap» (Реп)                                           | Адріано Челентано, Ронні Лі        | Адріано Челентано, Давіде Романі    | 1:08       |
| 4.    | «Il seme del rap» (Покоління репу)                    | Адріано Челентано                  | Адріано Челентано                   | 4:13       |
| 5.    | «Attraverso Me» (Через мене)                          | Адріано Челентано                  | Мауріціо Фабріціо                   | 5:10       |
| 6.    | «I want to know 1» (Я хочу знати)                     | Адріано Челентано, Лучано Беретта  | Джино Сантерколе                    | 2:25       |
| 7.    | «I want to know 2» (Я хочу знати)                     | Адріано Челентано, Лучано Беретта  | Джино Сантерколе                    | 6:51       |
| 8.    | «La trappola» (Пастка)                                | Адріано Челентано                  | Мауро Спіна                         | 5:55       |
| 9.    | «Ja tebia liubliu» (на російський лад «Я тебя кохаю») | Клаудія Морі, Фабріціо Берлінчіоні | Мауро Спіна                         | 5:32       |
| 10.   | «La camera 21» (Кімната 21)                           | Лучано Беретта, Віто Паллавічіні   | Адріано Челентано, Джино Сантерколе | 5:43       |
| 11.   | «Uh… uh…» (У... у...)                                 | Адріано Челентано                  | Адріано Челентано                   | 5:21       |
| 12.   | «Rifugio bianco» (Білий притулок)                     | Джузеппе Де Марці                  | Джузеппе Де Марці                   | 1:44       |
| 13.   | «Sanmatio» (Сан-Матео)                                | Джузеппе Де Марці                  | Джузеппе Де Марці                   | 2:48       |
| 56:54 |                                                       |                                    |                                     |            |

## Творці альбому
Музиканти
- Адріано Челентано — вокал, продюсер;
- Ронні Лі — репер;
- Лінда Уеслі — реп-виконавиця;
- Антонелла Пепе, Л. Фегалі, Лелла Франча, Паола Фоллі, С. Поццолі, Л. Іурман, Н. Аартс — бек-вокал;
- Давід Романі — бас-гітара;
- М. Роттамоне, П. Джаноліо — гітара;
- П'єр Фоші — ударні;
- Алессандро Чентофанті — піаніно, клавішні;
- Л. Карбоні, Марко Тамбуріні, Сандро Коміні — тромбон;
- Д. Візібеллі, М. Розен — саксофон;
- Мауро Спіна, М. Санторі, Детто Маріано, Натале Массара — аранжування.

Технічний персонал
- Анна Персіані — артдиректор;
- Давід Романі — ексклюзивний продюсер;
- Антоніо Бальйо — мастеринг;
- Лука Черсосімо, Піно Піскетола — комп'ютерне програмування;
- М. Баккін, Адріано Челентано, Давіде Романі, Гаетано Лоріо, Паоло Джермані, Сандро Франкін — звукозапис;
- Карло Поркареллі — фотограф.

## Видання альбому
Альбом вийшов лише у форматах CD і касет. Перший варіант альбому видавався у картонному діджипаку з двома різними варіантами оформлення внутрішнього вмісту (перша версія була зеленого кольору, а друга — білого, з фото Челентано, використаним також для обкладинки альбому «Svalutation»).
| Назва                                          | Лейбл                            | Маркування                 | Країна    | Рік      |
| ---------------------------------------------- | -------------------------------- | -------------------------- | --------- | -------- |
| Quel Punto (CD, Album, Mixed, Dig)             | Clan Celentano                   | 4509-97319-2               | Європа    | 1994     |
| Quel Punto (CD, Album, Mixed, Dig)             | Clan Celentano                   | 4509-97319-2               | Європа    | 1994     |
| Quel Punto (CD, Album, Mixed, Unofficial, Jew) | Clan Celentano (2), Avokado Ltd. | 4509-97319-2               | Росія     | 1994     |
| Quel Punto (CD, Unofficial)                    | Clan Celentano, Clan Celentano   | 4509-97319-2, 4509 97319-2 | Європа    | 1994     |
| Quel Punto (Cass, Album)                       | Clan Celentano, CGD              | 4509 97319-4               | Європа    | 1994     |
| Quel Punto (CD, Album, Mixed, RE)              | Clan Celentano                   | 74321 31411 2              | Німеччина | 1995     |
| Quel Punto (CD, Album, P/Mixed, RE)            | Clan Celentano, Clan Celentano   | CLCD 314112, 74321-31411-2 | Італія    | 1995     |
| Quel Punto (Cass, Album)                       | BAST Music, BAST Music           | BPRC — 003, BPRC-003       | Румунія   | 1995     |
| Quel Punto (CD, Album, Unofficial, Dig)        | Clan Celentano                   | SP 10002                   | Росія     | 2000     |
| Quel Punto (CD, Album, Unofficial)             | CD-Maximum                       | CDM 1000—526               | Росія     | 2001     |
| Quel Punto (CD, Album, Mixed, Unofficial, Jew) | Clan Celentano                   | 4509-97319-2               | Росія     | невідомо |
| Quel Punto (CD, Album, Unofficial, jew)        | Clan Celentano                   | SP 10002                   | Росія     | невідомо |
| Quel Punto (Cass, Album, Unofficial)           | Poker Sound By Roton             | 1668                       | Румунія   | невідомо |
| Quel Punto (Cass, Album, Unofficial)           | Audio Max                        | 298                        | Польща    | невідомо |

## Сингли
Дві пісні альбому — «Attraverso Me» і «Uh… uh…» випускалися як сингли у форматах CD та 7-дюймового LP.

### Видання
| Назва              | Лейбл          | Маркування     | Країна    | Рік  |
| ------------------ | -------------- | -------------- | --------- | ---- |
| Attraverso Me (CD) | Clan Celentano | 4509-97422-2   | Німеччина | 1994 |
| Attraverso Me (CD) | Clan Celentano | 0140-15505-2   | Італія    | 1994 |
| Attraverso Me (7") | Clan Celentano | 060000793-7    | Італія    | 1994 |
| Attraverso Me (CD) | Clan Celentano | 0140 15505 — 2 | Італія    | 1994 |
| Uh… uh… (LP)       | Clan Celentano | CLN 060000793  | Італія    | 1994 |

## Факти
Існує велика схожість музики синглу «Attraverso Me» і пісні російської групи «ДДТ» — «Ветер» з альбому «Это всё…». Помітний великий збіг гітарних програшів схожість аранжувань, крім того обидві пісні написані в одній тональності — все це було сприйнято за плагіат і відзначено на російській церемонії «Срібна калоша» 2000 року. Однак учасник групи «ДДТ» Вадим Курильов факт плагіату в одному зі своїх інтерв'ю спростував:
Це не плагіат, а просто збіг. Мелодія там зовсім інша, гітарний риф дійсно дуже схожий. Але його придумав я, а не Шевчук, і взагалі ще за кілька років до написання ним «Що нам вітер», в 1990 році. Так що Челентано тут взагалі ні при чому. [...] Те, що це схоже на Челентано, ми взагалі дізналися роки три потому
Ще одним випадком плагіату вважається пісня «Шуга» російської виконавиці Глюк'OZA, що стала переробленою версією композиції «Quel punto», в якій італійський текст замінений на російську. Показово, що ні сама виконавиця, ні її продюсер, ніякого зв'язку з «Quel punto» не підтверджували. Факт плагіату був оприлюднений на церемонії «Срібна калоша» 2004 року.